# Élections locales écossaises de 2017 à Clackmannanshire
Pour un article plus général, voir Élections locales écossaises de 2017.

Les élections locales écossaises de 2017 à Clackmannanshire se sont tenues le 4 mai 2017.

## Composition du conseil
Majorité absolue : 10 sièges
| Parti        | Sièges |
| ------------ | ------ |
| SNP          | 8 / 18 |
| Travailliste | 5 / 18 |
| Conservateur | 5 / 18 |